# مسيرة فخر المثليين في كولونيا

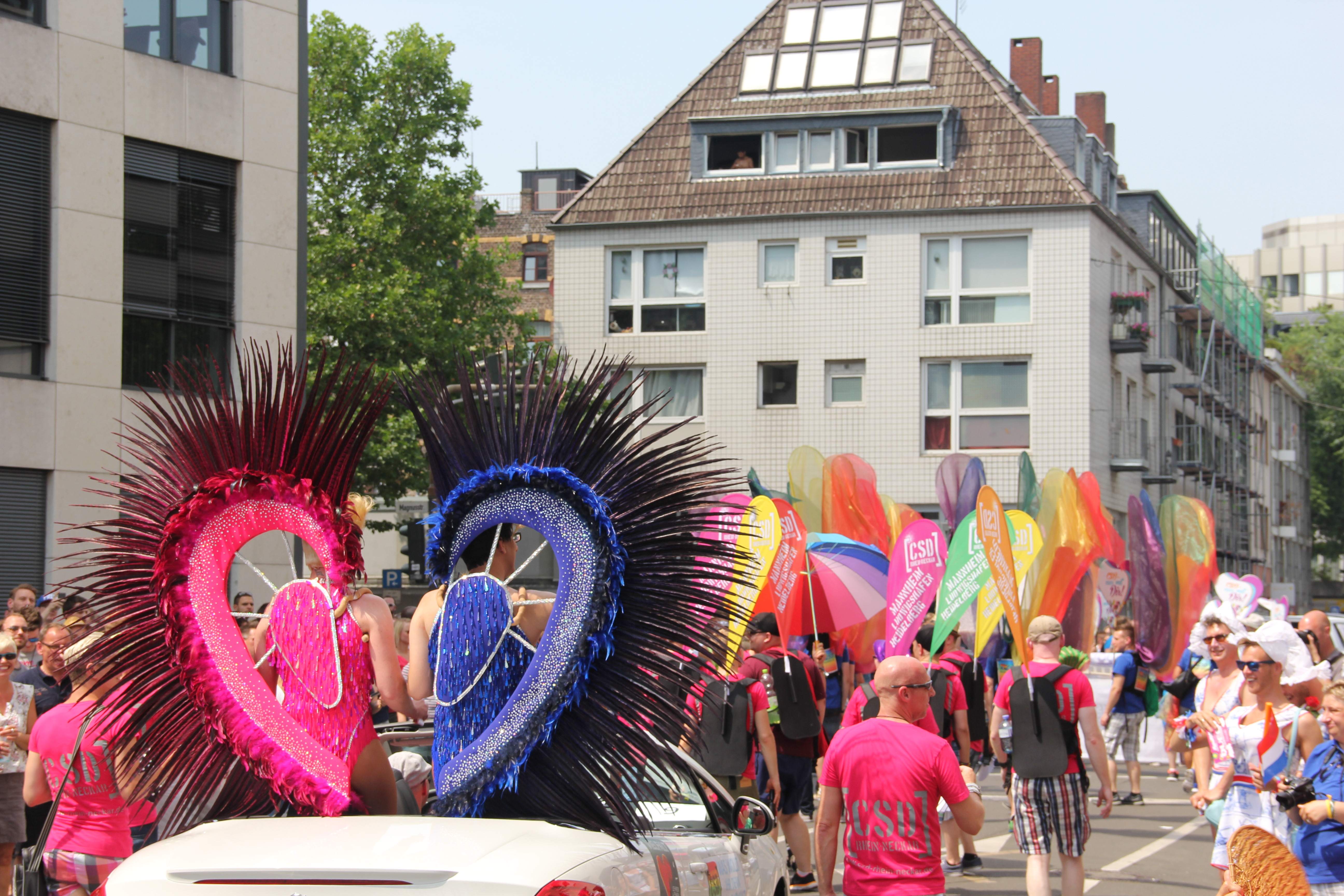
مسيرة فخر المثليين في كولونيا لعام 2015

يعد مسيرة فخر المثليين في كولونيا (سابقًا: كريستوفر ستريت داي كولونيا ) واحدًا من أكبر الأحداث المنظمة للمثليين والمثليات في ألمانيا وواحد من أكبر الأحداث في أوروبا . يعود أصله هو الاحتفال بالفخر بثقافة المثليين والمثليات.
يتكون مسيرة فخر المثليين في كولونيا من مسيرة فخر المثليين في مدينة كبيرة ، وأسبوع من عدد من المهرجانات والأحزاب والمنتديات السياسية. المسيرة والمهرجانات قابلة للمقارنة مع احتفالات الكرنفال والدافع السياسي للحدث حقق الكثير في الحقوق المتساوية لحقوق المثليين.
يقام مهرجان فخر المثليين في كولونيا سنويًا في مدينة كولونيا غرب بألمانيا.

## التاريخ

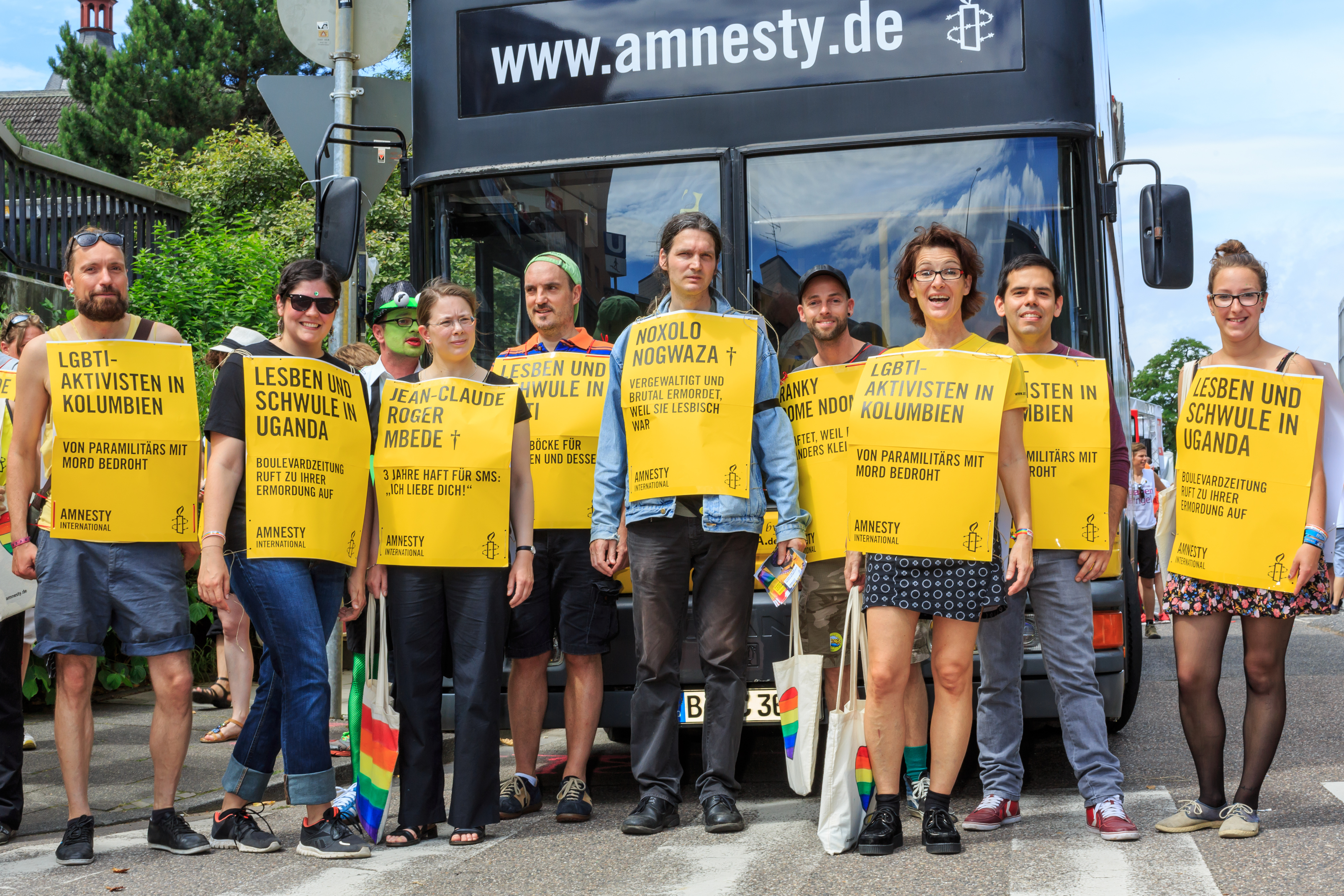
مسيرة فخر المثليين في كولونيا عام 2014

بدأت مسيرة فخر المثليين في كولونيا خلال الثمانينيات من القرن الماضي ك يوم كريستوفر ستريت داي الذي سمي على اسم أعمال شغب ستونوول في شارع كريستوفر في مدينة نيويورك . في إطار الثقافة السياسية الليبرالية في ألمانيا الغربية السابقة ، نما يوم كريستوفر ستريت ليصبح أحد أكبر الأحداث الاحتفالية في ألمانيا . أصبح التثقيف والدعم لمكافحة الإيدز جانبًا مهمًا خلال السنوات الأخيرة. في عام 2002 كانت مسيرة فخر المثليين في كولونيا أيضًا مسيرة فخر أوروبا حدثًا أوروبيًا مشتركًا.
في يوليو 2014 ، كان هناك 700,000 مشارك. 

## روابط خارجية
- فخر كولونيا